# Dværgsnegås
Dværgsnegås (latin: Chen rossi) er en andefugl, der lever i nærheden af de nordlige kyster af Canadas og Alaskas tundra.